# Liste des sites Ramsar en Eswatini
Cet article recense les zones humides d'Eswatini concernées par la convention de Ramsar.

## Statistiques
La convention de Ramsar est entrée en vigueur en Eswatini le 15 juin 2013.
En janvier 2020, le pays compte 3 sites Ramsar, couvrant une superficie de 11,83 km2.

## Liste
| Site                                        | District | Notes | Date         | Superficie (km²) | Altitude (m) | Identifiant Ramsar | Identifiant WDPA | Coordonnées                      | Photo |
| ------------------------------------------- | -------- | ----- | ------------ | ---------------- | ------------ | ------------------ | ---------------- | -------------------------------- | ----- |
| Barrage et réserve naturelle de Hawane (en) | Hhohho   |       | 12 juin 2013 | 2,32             | 1 372        | 2121               | 555592555        | 26° 12′ 47″ sud, 31° 05′ 13″ est |       |
| Sand River Dam (en)                         | Lubombo  |       | 12 juin 2013 | 7,64             | -27 - 290    | 2122               | 555592556        | 25° 59′ 35″ sud, 31° 42′ 07″ est |       |
| Van Eck Dam (en)                            | Lubombo  |       | 12 juin 2013 | 1,87             | 140          | 2123               | 555592557        | 26° 46′ 30″ sud, 31° 55′ 23″ est |       |